# そらのカナタの!
『そらのカナタの!』は、小野敏洋による日本の漫画作品。月刊コミックラッシュ（ジャイブ）にて掲載。単行本は全4巻。「第一部完」として終了しており、作者は「いずれ第二部（続編）を描きたい」とコメントしている。

## あらすじ
五鷹台中学校1年生の双葉そらのが一緒にテニス部に入部する予定だった友人・香里とのテニスの勝負中、突如空が溶け出しサカナのような化け物が出現。それと同時に皆が石のように固まり、さらに怪物に変化してしまった。怪物に追い詰められた時、謎の少年リウから世界を救う不思議な力を貰い…。

## 登場人物

### 受信者
双葉そらの（ふたば-）
五鷹台中学校に通う中学1年生。受信者と呼ばれる希少な因子を持つため異化しない。テニスの勝負中、異化した人間に襲われ危ない所をリウに助けられ、リウから貰ったトラリトークによって得た調律の力で世界を救うことに。弁当を食べた後でもお腹がすくくらいの食いしん坊キャラ。6年前父が交通事故で死んだため、今は母と二人暮し。父とはけんかしたまま死に別れたので少し後悔している。
調律の力は空中で描いた絵が実体化する力。しかし絵は下手。
涼木（すずき）
そらのと同じ中学の2年生で受信者。刻蝕の時によく人にイタズラしており、校長先生の椅子を盗ってきて使ったりする。基本的に冷たい性格で、「世界なんて滅びたほうがいい」と思っており、そらのを見捨てて自分だけ助かろうとするなど、かなりの薄情者。最初はトラリトークを使う気はなかったが、異化したカタヤマ先生に食われそうになったので仕方なくトラリトークを使い調律の力を得て助かった。由貴とは仲が悪くよく言い合いをする。意外と度胸がない。
調律の力は姿が見えなくなる力。その時に一緒に出る猫（そらの曰く「ミーくん」）がいないと力を使えない。他の力と違って、ただ透明になるだけなので理球を壊すのにはあまり適していない。
昔、こぼしという猫を飼っていたが、だんだん八つ当たりでいじめるようになり逃げ出してしまった（力が発現すると猫が現れるのはそのため）。その猫は結局3軒先の家の飼い猫になっていた。
志貴野由貴（しきのゆき）
お嬢様学校である射水女学院の初等部で受信者。そらのと会うまでは、刻蝕の時にはピアノを弾いて気を紛らわしていた。お嬢様のような丁寧な言葉遣いだが、涼木に対しては棘のある言葉を使う。そらののことは好きだが、涼木のことは嫌い。
調律の力は発射されたボールに触れた物の時を操る力。しかしまだ有効範囲は小さい。力が発現すると頭の両端にスピーカーのような物が現れ、そこからボールが発射される。
津田星歌（つだせいか）
高校2年生の受信者。おっとりした性格で刻蝕に気付かないほどよく眠る。一人っ子のため、昔頭の中で大家族ごっこをして遊んでいた。そのためそらの達を仮想の兄弟だと思っている。小さい頃は病弱だった。変な見た目の料理を作るが、見た目と違って美味しいらしい。
調律の力は身体能力が上がる力。力の発現の時露出度の高い変身ヒーローのような服に変わる。

### キーキャラクター
リウ
宇宙から来た少年。見た目は小学生くらい。一応日本人だが、空を飛べたり、受信者ではないのに刻蝕の時でも普通に行動できるなど、謎が多い。そらのにトラリトークを渡し、世界を救うように頼む。神出鬼没で、そらの達の前に突然現れる。世界各地で受信者のチームを、作り侵略を防いでいる。そらのやそらのの母を初めから知っていた。

### その他
香里（かおり）
そらのの友人。そらのと一緒にテニス部に入る予定だったが、テニスに飽きてテニス部もしょぼかったのでセパタクロー部に入った。
植田（うえだ）
そらのの友人。メガネをかけている。最初の失刻現象の時に姉のように思っていたいとこが死んでしまった。

## 用語
刻蝕
異界からの侵略者が現れること。空が溶けるように現れる。地震のようなもので規模が大きい時もあれば小さい時もある。日に何回も起きる時もある。
失刻現象
刻蝕の時地表に降り注ぐ特殊なエネルギーが身体に影響を与え固まってしまうこと。人は動かなくなっても時間は動いているので、その間交通事故や火災などが起こる。それを知らない人たちは失刻現象の事を時間断絶、特に最初の失刻現象を「空白の20時間」と呼んでいる。
神柱
異界からの侵略者が突き立てる巨大な柱。世界の理を破壊し打ち込む度に何かを書き換え異化してしまう。書き換える物は決まっておらず人だったり鳥だったり本だったりする。元に戻すには神柱の上にある理球を破壊しなければならない。
異化
神柱によって書き換えられた物が怪物に変化すること。異化した物は既に元の物とは原子構造から書き換えられた別世界の生命体。調律の力を使えば元に戻る。人が異化した場合元に戻った時裸になってしまう。
受信者
刻蝕の時の特殊なエネルギーを受けても平気な因子を持つ人間。世界各地に現時点で32人程度いる。
調律の力
受信者が持つ潜在能力。刻蝕の時のみ扱える。異化した物を元に戻したり理球を破壊したりできる。調律の力は心の力で使う人によって能力は違う。世界各地で11人程度が使える（他の受信者は何らかの理由で使わない）。
トラリトーク
調律の力を引き出す機械。刻蝕の時に体にたまった特殊なエネルギーを形に変えることができる。胸に突き刺すことで使用できる。

## 単行本
1. 2007年7月7日発刊　ISBN 9784861764141
2. 2008年2月7日発刊　ISBN 9784861764882
3. 2008年10月7日発刊　ISBN 9784861765759
4. 2010年2月6日発刊 ISBN 9784861767432